# Campionati europei di atletica leggera 2016 - 800 metri piani maschili
La specialità degli 800 metri piani maschili ai campionati europei di atletica leggera di Amsterdam 2016 si è svolta il 7, 8 e 10 luglio 2016 all'Olympisch Stadion.

## Programma
| Data           | Ora   | Evento     |
| -------------- | ----- | ---------- |
| 7 luglio 2016  | 12:05 | Batterie   |
| 8 luglio 2016  | 18:35 | Semifinali |
| 10 luglio 2016 | 18:30 | Finale     |

Ora locale (UTC+2)

## Risultati

### Batterie
I primi tre atleti classificati in ogni gruppo (Q) e quelli che hanno ottenuto i successivi quattro migliori tempi (q) si sono qualificati in semifinale.
| Class | Gruppo | Corsia | Atleta                | Nazione              | Tempo   | Note                                     |
| ----- | ------ | ------ | --------------------- | -------------------- | ------- | ---------------------------------------- |
| 1     | 3      | 5      | Thijmen Kupers        | Paesi Bassi          | 1'46"48 | Q                                        |
| 2     | 3      | 3      | Amel Tuka             | Bosnia ed Erzegovina | 1'46"94 | Q                                        |
| 3     | 3      | 7      | Benedikt Huber        | Germania             | 1'47"16 | Q                                        |
| 4     | 3      | 4      | Jacopo Lahbi          | Italia               | 1'47"27 | q                                        |
| 5     | 3      | 1      | Charles Grethen       | Lussemburgo          | 1'47"39 | q                                        |
| 6     | 1      | 4      | Pierre-Ambroise Bosse | Francia              | 1'48"35 | Q                                        |
| 7     | 3      | 8      | Aaron Botterman       | Belgio               | 1'48"35 | q                                        |
| 8     | 1      | 8      | Andreas Bube          | Danimarca            | 1'48"36 | Q                                        |
| 9     | 1      | 5      | Álvaro de Arriba      | Spagna               | 1'48"62 | Q                                        |
| 10    | 1      | 7      | Žan Rudolf            | Slovenia             | 1'48"72 | q                                        |
| 11    | 1      | 2      | Musa Hajdari          | Kosovo               | 1'48"97 |                                          |
| 12    | 3      | 6      | Jozef Repčík          | Slovacchia           | 1'49"32 |                                          |
| 13    | 3      | 2      | Karl Griffin          | Irlanda              | 1'49"37 | Miglior prestazione personale stagionale |
| 14    | 4      | 8      | Adam Kszczot          | Polonia              | 1'49"38 | Q                                        |
| 15    | 4      | 2      | Daniel Andújar        | Spagna               | 1'49"57 | Q                                        |
| 16    | 4      | 1      | Sören Ludolph         | Germania             | 1'49"59 | Q                                        |
| 17    | 1      | 3      | Roman Yarko           | Ucraina              | 1'49"64 |                                          |
| 18    | 4      | 5      | Kalle Berglund        | Svezia               | 1'49"65 |                                          |
| 19    | 4      | 4      | Pol Moya              | Andorra              | 1'50"03 |                                          |
| 20    | 4      | 3      | Declan Murray         | Irlanda              | 1'50"10 |                                          |
| 21    | 2      | 5      | Elliot Giles          | Gran Bretagna        | 1'50"31 | Q                                        |
| 22    | 2      | 8      | Marcin Lewandowski    | Polonia              | 1'50"32 | Q                                        |
| 23    | 4      | 7      | Brice Etès            | Monaco               | 1'50"53 | Miglior prestazione personale stagionale |
| 24    | 2      | 4      | Giordano Benedetti    | Italia               | 1'50"74 | Q                                        |
| 25    | 2      | 6      | Hugo Santacruz        | Svizzera             | 1'51"00 |                                          |
| 26    | 1      | 6      | Tigran Mkrtchyan      | Armenia              | 1'51"28 | Miglior prestazione personale stagionale |
| 27    | 2      | 3      | Sofiane Selmouni      | Francia              | 1'51"32 |                                          |
| 28    | 2      | 7      | Jan Petrac            | Slovenia             | 1'52"21 |                                          |
| 29    | 4      | 6      | Jamie Webb            | Gran Bretagna        | 1'53"75 |                                          |
| -     | 2      | 2      | Kevin López           | Spagna               | dns     |                                          |

### Semifinali

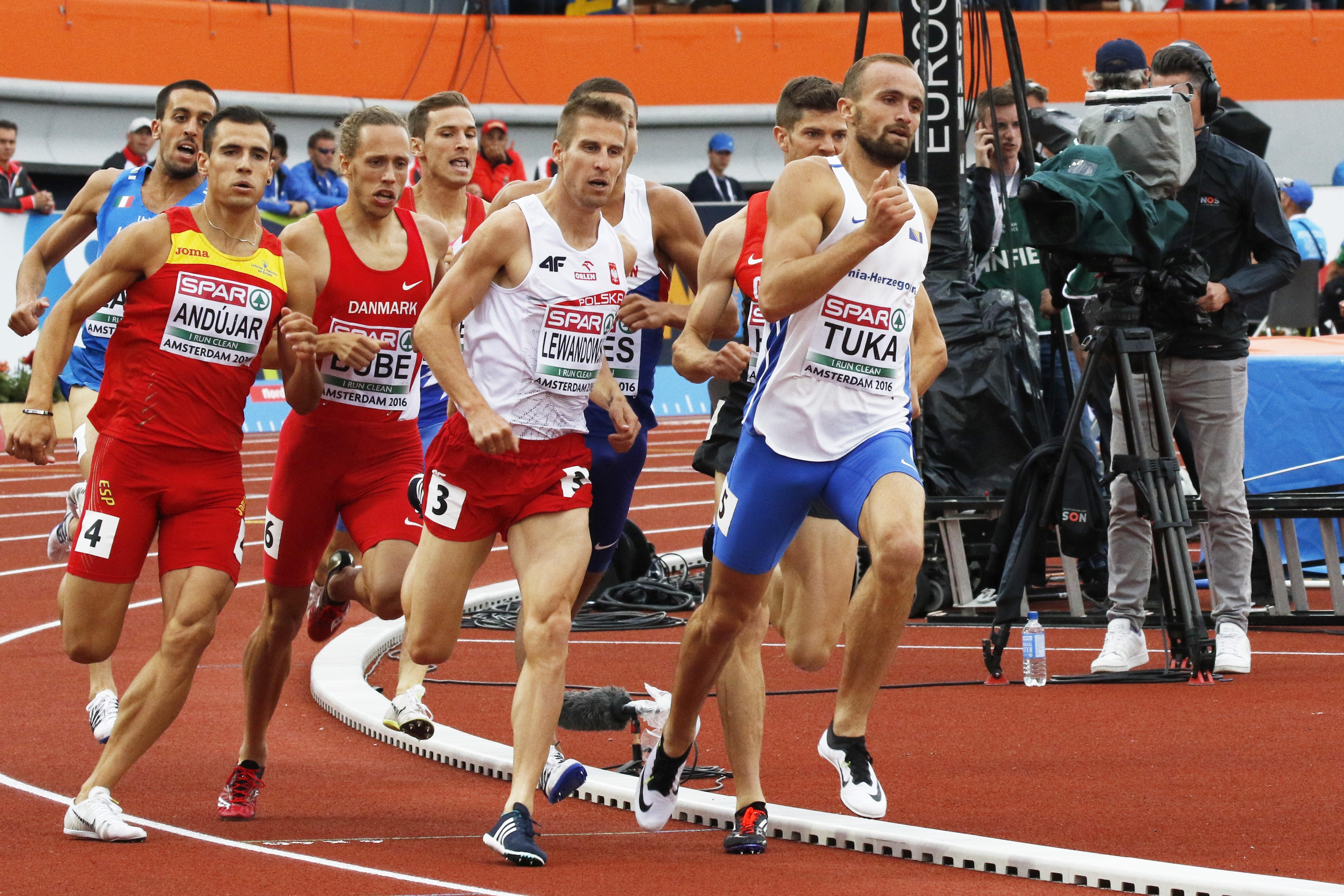
Semifinale 2

I primi tre atleti classificati in ogni gruppo (Q) e i successivi due migliori tempi (q) si sono qualificati in finale.
| Class | Gruppo | Corsia | Atleta                | Nazione              | Tempo   | Note |
| ----- | ------ | ------ | --------------------- | -------------------- | ------- | ---- |
| 1     | 1      | 3      | Adam Kszczot          | Polonia              | 1'46"32 | Q    |
| 2     | 1      | 4      | Pierre-Ambroise Bosse | Francia              | 1'46"45 | Q    |
| 3     | 1      | 6      | Thijmen Kupers        | Paesi Bassi          | 1'46"61 | Q    |
| 4     | 1      | 8      | Giordano Benedetti    | Italia               | 1'46"74 | q    |
| 5     | 2      | 3      | Marcin Lewandowski    | Polonia              | 1'47"16 | Q    |
| 5     | 2      | 5      | Amel Tuka             | Bosnia ed Erzegovina | 1'47"16 | Q    |
| 7     | 2      | 1      | Elliot Giles          | Gran Bretagna        | 1'47"31 | Q    |
| 8     | 1      | 5      | Álvaro de Arriba      | Spagna               | 1'47"40 | q    |
| 9     | 2      | 6      | Andreas Bube          | Danimarca            | 1'47"55 |      |
| 10    | 2      | 7      | Benedikt Huber        | Germania             | 1'47"56 |      |
| 11    | 2      | 4      | Daniel Andújar        | Spagna               | 1'47"64 |      |
| 12    | 2      | 2      | Jacopo Lahbi          | Italia               | 1'48"47 |      |
| 13    | 2      | 8      | Charles Grethen       | Lussemburgo          | 1'49"40 |      |
| 14    | 1      | 2      | Aaron Botterman       | Belgio               | 1'49"92 |      |
| 15    | 1      | 7      | Sören Ludolph         | Germania             | 1'51"69 |      |
| 16    | 1      | 1      | Žan Rudolf            | Slovenia             | 1'54"49 |      |

### Finale

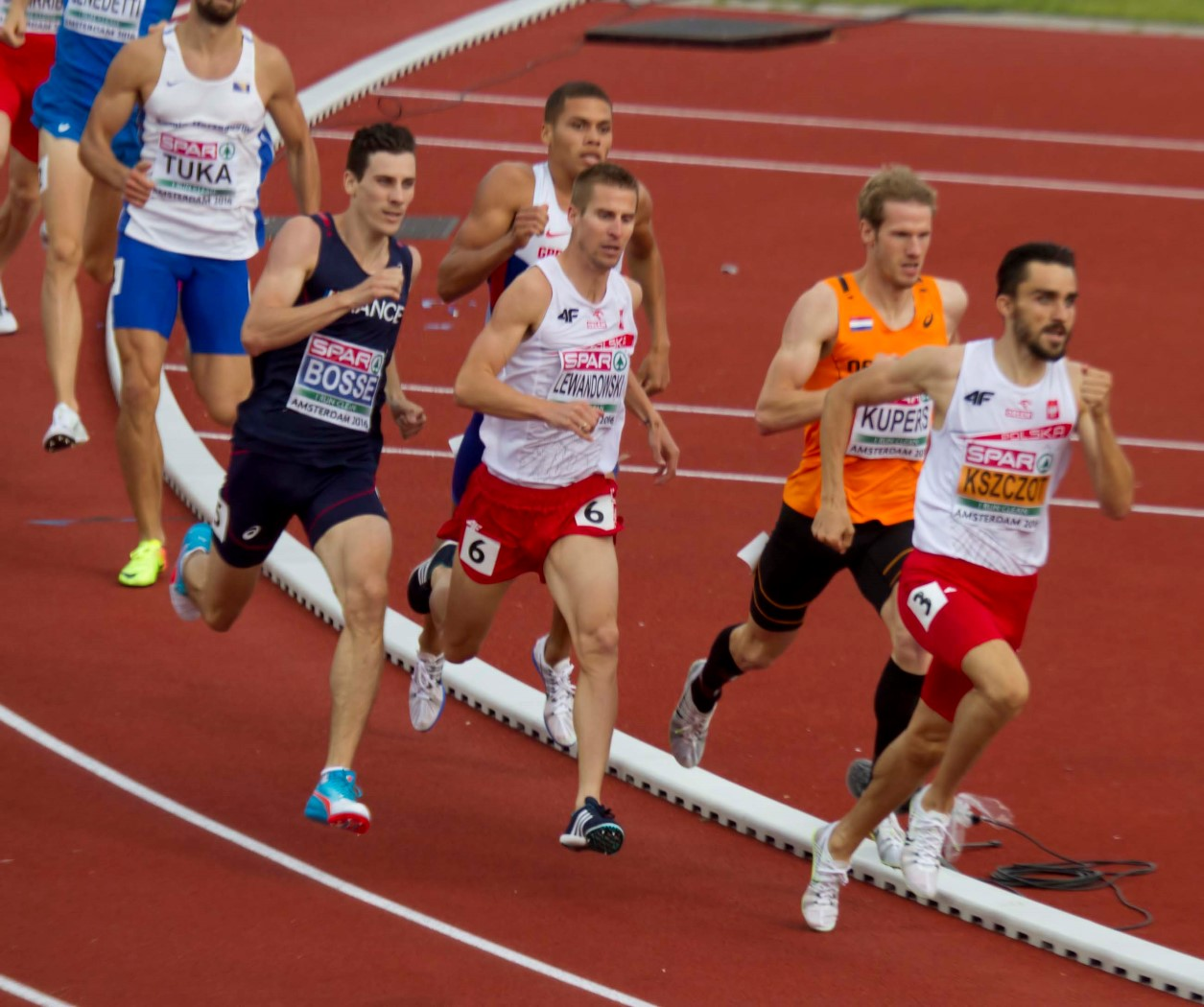
La finale

| Class   | Corsia | Atleta                | Nazione              | Tempo   | Note                          |
| ------- | ------ | --------------------- | -------------------- | ------- | ----------------------------- |
| Oro     | 3      | Adam Kszczot          | Polonia              | 1'45"18 |                               |
| Argento | 6      | Marcin Lewandowski    | Polonia              | 1'45"54 |                               |
| Bronzo  | 1      | Elliot Giles          | Gran Bretagna        | 1'45"54 | Miglior prestazione personale |
| 4       | 4      | Amel Tuka             | Bosnia ed Erzegovina | 1'45"74 |                               |
| 5       | 5      | Pierre-Ambroise Bosse | Francia              | 1'45"79 |                               |
| 6       | 8      | Thijmen Kupers        | Paesi Bassi          | 1'46"67 |                               |
| 7       | 7      | Álvaro de Arriba      | Spagna               | 1'47"58 |                               |
| 8       | 2      | Giordano Benedetti    | Italia               | 1'47"64 |                               |